# Жюсси-ле-Шодрие
Жюсси́-ле-Шодрие́ (фр. Jussy-le-Chaudrier) — коммуна во Франции, находится в регионе Центр. Департамент — Шер. Входит в состав кантона Сансерг. Округ коммуны — Бурж.
Код INSEE коммуны — 18120.

## География
Коммуна расположена приблизительно в 200 км к югу от Парижа, в 120 км юго-восточнее Орлеана, в 45 км к востоку от Буржа.
По территории коммуны протекает река Вовиз.

## Население
Население коммуны на 2008 год составляло 617 человек.
| 1962 | 1968 | 1975 | 1982 | 1990 | 1999 | 2008 |
| ---- | ---- | ---- | ---- | ---- | ---- | ---- |
| 593  | 645  | 565  | 545  | 515  | 526  | 617  |

## Администрация
| Период | Период | Фамилия           | Партия | Примечания |
| ------ | ------ | ----------------- | ------ | ---------- |
| 2001   | 2008   | Кристьян Дютерд   |        |            |
| 2008   | 2014   | Жан-Франсуа Паске |        |            |

## Экономика
В 2007 году среди 363 человек в трудоспособном возрасте (15-64 лет) 268 были экономически активными, 95 — неактивными (показатель активности — 73,8 %, в 1999 году было 64,6 %). Из 268 активных работали 250 человек (138 мужчин и 112 женщин), безработных было 18 (7 мужчин и 11 женщин). Среди 95 неактивных 14 человек были учениками или студентами, 37 — пенсионерами, 44 были неактивными по другим причинам.

## Достопримечательности
- Комтурство Жюсси-ле-Шодрие[фр.] Ордена Тамплиеров (XIII—XIV века). Исторический памятник с 1995 года[3]
- Церковь Сен-Жюльен (XVI век)
  - Кропильница (XVI век). Высота — 41 см, диаметр — 49 см. Исторический памятник с 1913 года[4]
- Водяная мельница в деревне Бьон

## Фотогалерея

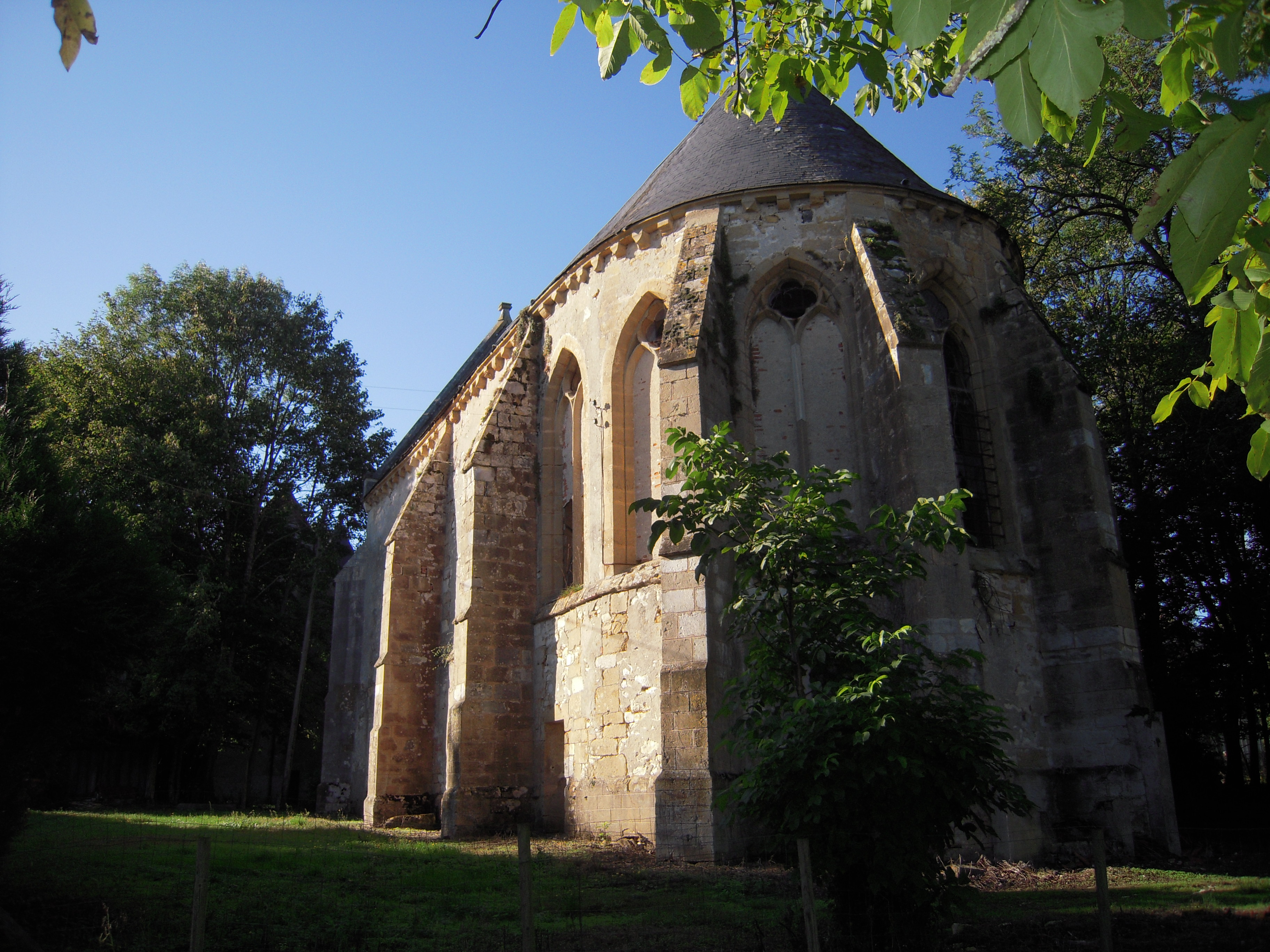
Комтурство Жюсси-ле-Шодрие
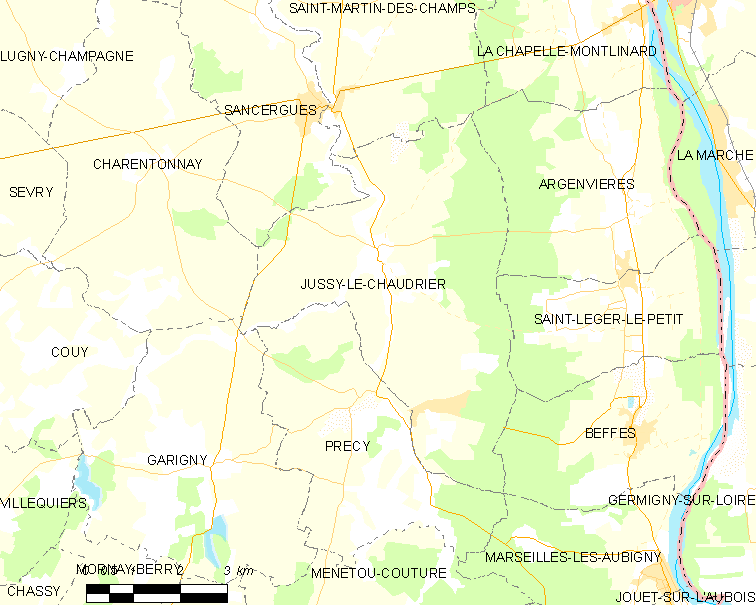
Карта коммуны